# Association des familles historiques hongroises
L’Association des familles historiques hongroises (MTCSE, hongrois : Magyar Történelmi Családok Egyesülete) est une association hongroise créée en 1995 dont l'objet principal est l’entraide matérielle ou morale envers ses membres. 
L'adhésion est réservée aux personnes qu'elle reconnait comme issues de la noblesse hongroise selon des critères qu'elle s'est donné dans ses statuts et qui sont mis en œuvre par une commission des preuves.

## Création et développement
En 1994, le Baron János Gudenus, le Baron Ferenc Apor, et le père Ottmár Faddy créé le club de jeunes des familles historiques de la Sainte Couronne (hongrois : Történelmi Családok Szent Korona Ifjúsági Klubja) qui a pour but de fédérer à travers le pays la jeunesse noble hongroise.
Favorablement accueilli dans le milieu, l'Association des familles historiques hongroises est créé en 1995 sur ces fondations. János Nyáry présidera cette association durant vingt ans, jusqu'en 2014 quand l'assemblée générale élit une nouvelle présidence composée de Lóránt Riedel, György Csornay, Zsolt Némethy, et Albert Sigmond.
En 2017, une nouvelle présidence est élue avec le Baron Rudolf Lorand Riedel, Géza Arday, Miklós Kubínyi, Imre Páll, et le Baron Tamás Tunkel. Quelques mois après, une nouvelle présidence est désignée avec le Baron Loránd Rudolf Riedel qui sera désigné président, le Baron Tamás Bánffy, le comte Teleki Sándor, le baron Tamás Tunkel et le comte Pál Zichy.
Aujourd'hui, son président est le comte Pál Zichy.

## Lien avec les autres associations d'entraide à la noblesse européenne
Au même titre que l'Association d'Entraide de la noblesse française, la MTCSE est membre de la Commission d'information et de liaison des associations nobles d'Europe.

## Critères d'admission

### Statistiques
L'association comprend en 2020 environ 150 membres.

## Publications
- Status et Ordines (hírlevél, 38 szám jelent meg 1995-2004 között)
- Nobilitas 2005 (évkönyv)
- Nobilitas 2006 (évkönyv)
- Nobilitas 2007 (évkönyv) ISSN 1788-1552
- Nobilitas 2008 (évkönyv) ISSN 1788-1552